# Rambo Amadeus
Pour les articles homonymes, voir Amadeus.
Rambo Amadeus (de son vrai nom Antonije Pušić) né le 13 juin 1963 à Kotor en Yougoslavie, est un auteur, compositeur, interprète et chanteur culte des Balkans.

## Biographie
Il compose ses premières chansons dans un collège autrichien, lors de sa première année d'études. 
En 1985 il déménage à Belgrade pour poursuivre ses études secondaires et devient diplômé des facultés de mathématiques et de sciences naturelles à l'Université de Belgrade.
En 1988, Rambo enregistre son premier album intitulé « O tugo jesenja ».
Au début des années 1990, Rambo devient un chanteur à succès sur la scène yougoslave.
En février 2008, il collabore avec le RTS Big Band pour les 60 ans de l’orchestre.
En décembre 2011, Rambo est choisi pour présenter le Monténégro au Concours Eurovision de la chanson 2012 à Bakou, avec la chanson Euro Neuro.

## Discographie

### Albums studio
- 1988 - O tugo jesenja, PGP RTB
- 1989 - Hoćemo gusle, PGP RTB
- 1991 - Psihološko propagandni komplet M-91, PGP RTB
- 1995 - Muzika za decu, B92
- 1996 - Mikroorganizmi, Komuna
- 1997 - Titanik, Komuna
- 1998 - Metropolis B (tour-de-force), B92
- 2000 - Don't happy, be worry, Metropolis (Publicado como Čobane vrati se en Slovénie y Croacia por Dallas Records)
- 2005 - Oprem Dobro, B92
- 2008 - Hipishizik Metafizik, PGP RTS
- 2015 - Vrh Dna, Mascom Records

### EPs
- 2008 - Yes No, Hip Son Music/Tunecore

### Albums en live
- 1993 - Kurac, Pička, Govno, Sisa, Gema & DE
- 1998 - Koncert u KUD France Prešeren, Vinilmanija
- 2004 - Bolje jedno vruće pivo nego četri ladna, Metropolis

### Compilations
- 1994 - Izabrana dela, PGP RTS
- 1998 - Zbrana dela 1, Vinilmanija
- 1998 - Zbrana dela 2, Vinilmanija